# Polmin Drohobycz
K.S. Polmin Drohobycz (oficjalna nazwa: Klub Sportowy Polmin Drohobycz) – polski klub piłkarski z siedzibą w kresowej miejscowości – Drohobyczu, działający w latach 1926–1939.

## Historia
Chronologia nazw:
- 1926: K.S. Polmin Drohobycz
- 1936: K.S. Polmin-Strzelec Drohobycz
- 1939: klub rozwiązano

Klub Sportowy Polmin został założony w Drohobyczu najprawdopodobniej w 1926 roku, gdyż w styczniu 1927 roku w lokalnej prasie odnotowano, że niedawno ukazał się „Polmin”. Członkami klubu byli pracownicy Państwowej Fabryki Olejów Mineralnych „Polmin” w Drohobyczu, który powstał w latach 1909-1912. Inicjatorem jej powstania był dyrektor rafinerii Adam Niekrasz, który regularnie dbał o potrzeby kulturalne pracowników firmy. Drużyna piłkarska rozgrywała mecze na własnym stadionie, wybudowanym niedaleko fabryki.
Od 1927 roku piłkarze grali głównie w meczach towarzyskich z drużynami z Drohobycza, Borysławia i Stryja, a Ropnik Borysław występował najczęściej jako partner sparingowy.
Począwszy od sezonu 1936/37 Polmin-Strzelec brał udział w mistrzostwach Lwowskiego Okręgowego Związku Piłki Nożnej (LOZPN) w klasie B (IV poziom mistrzostw Polski). W debiutowym sezonie zespół zajął trzecie miejsce w grupie Drohobycz-Sambor. W następnym sezonie 1937/38 awansował na drugą pozycję w grupie Drohobycz-Stryj. 
Po agresji ZSRR na Polskę w 1939 roku klub został rozwiązany.

## Sukcesy
- wicemistrz klasy B LOZPN: 1937/38 (gr. Drohobycz-Stryj)